# Baffour Gyan
Baffour Gyan (ur. 2 lipca 1980 w Akrze) – ghański piłkarz grający na pozycji ofensywnego pomocnika.

## Kariera klubowa
Gyan jest wychowankiem klubu Liberty Professionals FC z miasta Dansoman. Występował tam w rozgrywkach juniorskich, a w 1997 roku wyjechał do Grecji i został piłkarzem zespołu PAE Kalamata. W zespole tym spędził dwa lata i w 1998 spadł z pierwszej ligi do drugiej. Po sezonie wrócił do Liberty Professionals, gdzie występował w pierwszym składzie, a w 1999 roku znów trafił do greckiego klubu, tym razem do drugoligowego Anagennisi Karditsa. Natomiast cały 2000 rok spędził w swoim pierwotnym klubie, Liberty.
Na początku 2001 roku nowym klubem Baffoura został czeski Slovan Liberec. 8 kwietnia zdobył premierowego gola w czeskiej ekstraklasie, w wygranym 3:0 spotkaniu z Bohemiansem Praga. W sezonie 2001/2002 był już podstawowym zawodnikiem zespołu. Rozgrywając 20 spotkań i zdobywając w nich 3 gole przyczynił się do wywalczenia pierwszego w historii klubu tytułu mistrza Czech. W 2003 roku zajął ze Slovanem 4. miejsce w lidze.
W styczniu 2004 Gyan za 600 tysięcy euro przeszedł do rosyjskiego Dynama Moskwa. W swoim pierwszym sezonie był członkiem wyjściowej jedenastki Dynama i pomógł mu w utrzymaniu w Premier Lidze. Zdobył też swoje jedyne 3 gole dla tego klubu. Przez kolejne półtora roku rozegrał tylko 17 spotkań i nie zaliczył żadnego trafienia, a latem 2006 trafił do Saturna Ramienskoje. Kosztował 450 tysięcy euro i stał się w nim czołowym zawodnikiem. W 2007 roku zakończył z Saturnem sezon na 5. pozycji w ekstraklasie.
W 2009 roku Gyan wrócił do Ghany i grał w Asante Kotoko SC. W 2010 roku odszedł do libijskiego Al-Nasr Bengazi. W 2013 roku zakończył tam karierę.
| Sezon   | Klub                     | Kraj   | Rozgrywki                       | Mecze | Bramki |
| ------- | ------------------------ | ------ | ------------------------------- | ----- | ------ |
| 1996/97 | Liberty Professionals FC | Ghana  | Premier League                  | ?     | ?      |
| 1997/98 | PAE Kalamata             | Grecja | Alpha Ethniki                   | 16    | 1      |
| 1999    | Liberty Professionals FC | Ghana  | Premier League                  | 28    | 0      |
| 1999/00 | Anagennisi Karditsa      | Grecja | Beta Ethniki                    | 8     | 0      |
| 2000    | Liberty Professionals FC | Ghana  | Premier League                  | 22    | 1      |
| 2000/01 | Slovan Liberec           | Czechy | 1. Gambrinus liga               | 8     | 1      |
| 2001/02 | Slovan Liberec           | Czechy | 1. Gambrinus liga               | 20    | 3      |
| 2002/03 | Slovan Liberec           | Czechy | 1. Gambrinus liga               | 26    | 4      |
| 2003/04 | Slovan Liberec           | Czechy | 1. Gambrinus liga               | 8     | 1      |
| 2004    | Dinamo Moskwa            | Rosja  | Priemjer-Liga                   | 23    | 3      |
| 2005    | Dinamo Moskwa            | Rosja  | Priemjer-Liga                   | 9     | 0      |
| 2006    | Dinamo Moskwa            | Rosja  | Priemjer-Liga                   | 8     | 0      |
| 2006    | Saturn Ramienskoje       | Rosja  | Priemjer-Liga                   | 11    | 1      |
| 2007    | Saturn Ramienskoje       | Rosja  | Priemjer-Liga                   | 23    | 1      |
| 2008    | Saturn Ramienskoje       | Rosja  | Priemjer-Liga                   | 3     | 0      |
| 2009/10 | Asante Kotoko SC         | Ghana  | Premier League                  | ?     | ?      |
| 2010/11 | Al-Nasr Bengazi          | Libia  | Dawrī ad-Darağa al-’Ūlà al-Lībī | ?     | ?      |
| 2011/12 | Al-Nasr Bengazi          | Libia  | Dawrī ad-Darağa al-’Ūlà al-Lībī | ?     | ?      |
| 2012/13 | Al-Nasr Bengazi          | Libia  | Dawrī ad-Darağa al-’Ūlà al-Lībī | ?     | ?      |

## Kariera reprezentacyjna
W reprezentacji Ghany Gyan zadebiutował w 2001 roku. W 2002 roku był rezerwowym na Pucharze Narodów Afryki i zaliczył 2 spotkania, a Ghana dotarła do ćwierćfinału. W 2004 roku wystąpił na Igrzyskach Olimpijskich w Atenach. W 2008 roku na Pucharze Narodów Afryki w Ghanie wywalczył brązowy medal (przez cały turniej był rezerwowym).